# Matriz antidiagonal
Em matemática, um matriz antidiagonal é uma matriz quadrada onde todos os elementos são zero, exceto aqueles na diagonal indo do canto inferior esquerdo ao canto superior direito (↗), conhecida como a antidiagonal.

## Definição formal
Uma matrix n-por-n A é uma matriz antidiagonal se o elemento (i, j) é zero {\displaystyle \forall i,j\in \left\{1,\ldots ,n\right\}(i+j\neq n+1).}

## Exemplo
Um exemplo de uma matriz antidiagonal é
{\displaystyle {\begin{bmatrix}0&0&0&0&1\\0&0&0&2&0\\0&0&5&0&0\\0&7&0&0&0\\-1&0&0&0&0\end{bmatrix}}.}

## Propriedades
Todas as matrizes antidiagonais são também persimétricas.
O produto de duas matrizes antidiagonais é uma matriz diagonal. Além disso, o produto de uma matriz antidiagonal com uma matriz diagonal é antidiagonal, bem como o produto de uma matriz diagonal com uma matriz antidiagonal.